# Видим те кад
Видим те кад је други албум Ане Станић, издат крајем 1999. године. Садржи, поред истоименог сингла, и синглове „Скривање“ и „Тај који зна“. Као гости се појављују Звонимир Ђукић Ђуле, певач и гитариста групе Ван Гог, Станимир Лукић Стаћа, гитариста групе Саншајн, Звонко Стојков Ченг, гитариста групе Ева Браун и Александар Медан, гитариста групе Лав хантерс.

## Списак песама
1. „Интро“ – 0:35
2. „Тај који зна“ – 3:34
3. „Непокрет“ – 3:09
4. „Тамно небо“ – 3:15
5. „Бродови“ – 3:56
6. „Скривање“ – 3:28
7. „О срећи“ – 3:17
8. „Светионик“ – 4:01
9. „Видим те кад...“ – 3:56
10. „Неон“ – 3:41
11. „Јутро после“ – 3:27
12. „Обале сна“ – 3:41
13. „Стазе до тебе“ – 3:44